# Абатуровы
Абатуровы (Оботуровы) — древний русский дворянский род.
Род записан в III и VI части дворянской родословной книги Ярославской губернии.

## История рода
Дмитрий Иванович владел поместьем в Шелонской пятине (1539). Дети боярские Василий Иванович и Александр-Рюма Евстафьевич Оботуровы убиты в зимнем Казанском походе (1550), их имена записаны в синодик московского Успенского собора на вечное поминовение.
Дьяк Четай Оботуров послан вместе с бояриным Фёдором Ивановичем Шереметьевым и воеводою, князем Василием Петровичем Ахамашуковым-Черкасским и князем Афанасием Фёдоровичем Гагариным на помощь Пскову, осаждённому шведским королём Густавом-Адольфом. Они мужественно защитили Псков, отразив нападения шведских войск, при этом погиб знаменитый шведский полководец Эверт Горн (1616—1617).
Никита Оботуров владел поместьями в Ярославском уезде (1627—1629). Михаил Михайлович и Кондратий Гаврилович ранены при осаде Смоленска (1634).
Дворянский род происходит от стряпчего Якова Демидовича Оботурова жившего в XVII веке.
Один представитель рода владел населённым имением (1699).
Майор Пётр Михайлович Абатуров обратился (21 октября 1797) с прошением на имя Государя Императора Павла Петровича, в котором сообщал, что не имеет доказательств о гербе фамилии своей, и просил о Высочайшем повелении о выдаче соответствующих документов из Вотчинной Коллегии и передаче их в Смоленское Губернское Правление, на что Смоленское Губернское Правление определило: объявить П. М. Абатурову, что сочинение ему герба и внесение его в Гербовник отложено до предъявления от него неопровержимых доказательств о дворянстве.

## Известные представители
- Абатуров Даниил Иванович — жилец (1617), служил по Чебоксарам.
- Абатуров Второй — ярославский городовой дворянин (1636).
- Абатуров Пётр Михайлович — стряпчий (1692).